# انجيلو روسو
انجيلو روسو (بالإيطالية: Angelo Russo)‏ هو ممثل إيطالي، ولد في 21 أكتوبر 1961 في إيطاليا.

## وصلات خارجية
- انجيلو روسو على موقع IMDb (الإنجليزية)
- انجيلو روسو على موقع قاعدة بيانات الفيلم (الإنجليزية)